# Tiếng Ai
Tiếng Ai/tiếng Ái (giản thể: 诶话; phồn thể: 誒話; bính âm: Ē Huà) hay Ngũ Sắc thoại (giản thể: 五色话; phồn thể: 五色話; bính âm: Wŭsè Huà; nghĩa đen 'tiếng Năm Màu') là một ngôn ngữ hỗn hợp Thái–Trung Quốc chủ yếu được nói ở Huyện tự trị dân tộc Miêu Dung Thủy, Quảng Tây, Trung Quốc. Nó mang những đặc điểm của cả ngữ chi Thái và các "dạng" tiếng Trung Quốc, thường là tra vốn từ vựng tiếng Trung vào ngữ pháp Thái. Tiếng Ai là một ngôn ngữ thanh điệu—với bảy thanh khác nhau—và có một vài âm vị ít gặp: những phụ âm mũi vô thanh và âm tiếp cận cạnh chân răng.

## Từ nguyên
Tên chuyển tự bính âm của tiếng Ai là E, đây cũng là một nội danh, gồm chỉ một ký tự e. Ai (hay E) được viết là "诶" trong Trung văn giản thể và "誒" trong Trung văn phồn thể, được dùng để thể hiện sự khẳng định. Những người nói tiếng Ai gọi ngôn ngữ này là Kjang E. Ngũ Sắc là một tên khác, có thể mang ý xúc phạm.

## Phân bố địa lý

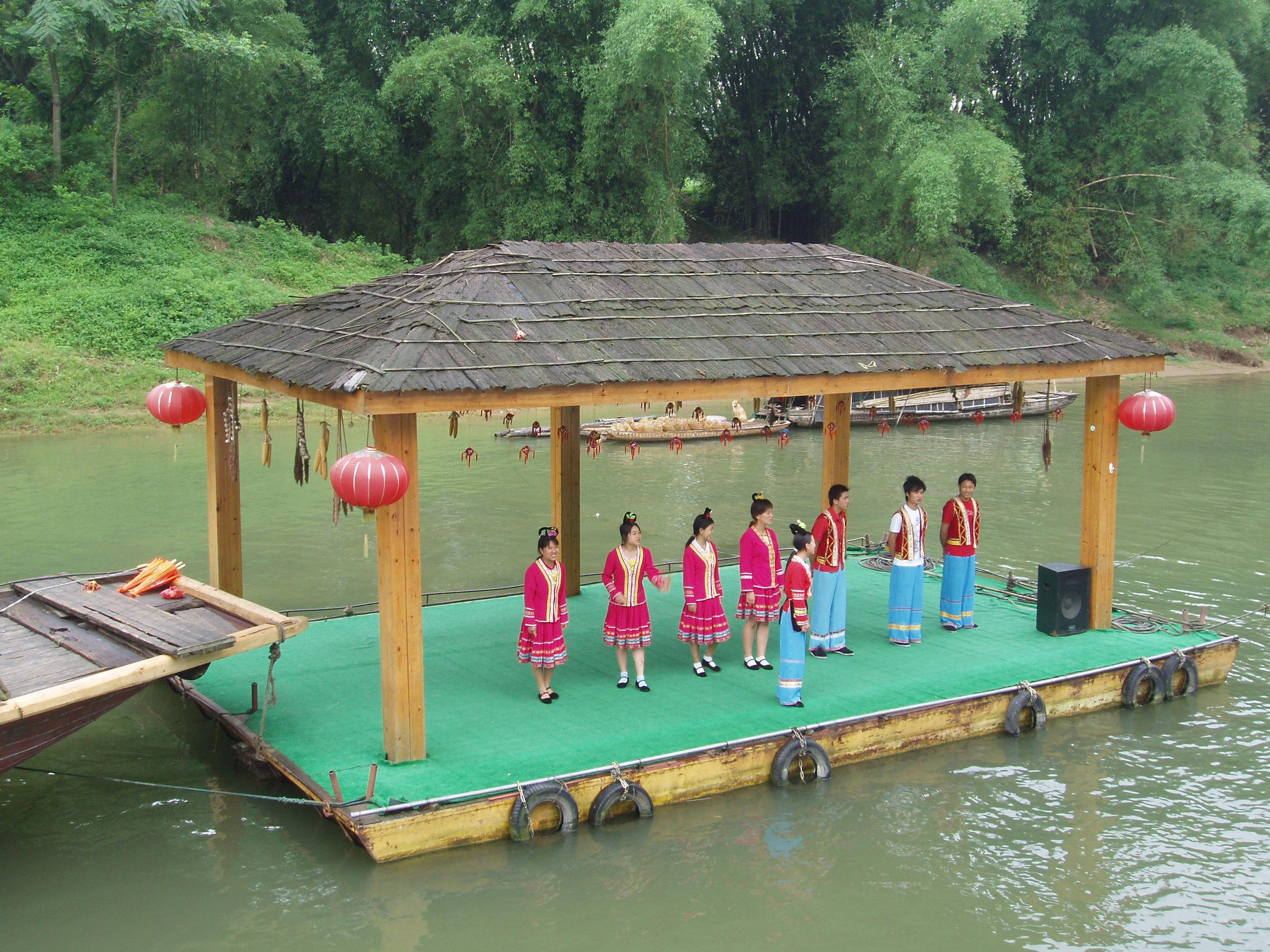
Người Tráng ở Quế Lâm

Năm 1992, tiếng Ai được sử dụng bởi 30.000 người, nhưng tới năm 2008 con số này đã giảm xuống còn 9.000. Đa số người nói tiếng Ai được chính phủ Trung Quốc coi là người Tráng. Họ sống chủ yếu ở khu tự trị Quảng Tây, đặc biệt là ở Dung Thủy và những vùng kế cận của La Thành. Ethnologue phân loại tiếng Ai ở cấp 6b (Bị đe dọa). Những ngôn ngữ khác mà người nói tiếng Ai thường dùng là tiếng Quảng Đông và phương ngữ Quế Lâm của tiếng Quan Thoại Tây Nam.

## Ngữ âm
Phụ âm và nguyên âm tiếng Ai nói chung giống với những ngôn ngữ mẹ của nó. Tuy nhiên, nó có một vài phụ âm khác thường: những phụ âm mũi vô thanh [n̥], [ŋ̥], [m̥], và âm tiếp cận cạnh chân răng vô thanh [l̥]. Tất cả là phiên bản vô thanh của những phụ âm mà, trong đa số ngôn ngữ, luôn hữu thanh. Tiếng Ai có phụ âm âm tiết và nguyên âm đôi.
|          |          | Môi | Chân răng | Chân răng | Chân răng- Vòm | Vòm mềm | Vòm mềm | Thanh hầu |
| thường   | xuýt     | Môi | thường    | môi hóa   | Chân răng- Vòm |         |         | Thanh hầu |
| -------- | -------- | --- | --------- | --------- | -------------- | ------- | ------- | --------- |
| Mũi      | Mũi      | m m̥ | n n̥       |           |                | ŋ ŋ̥     |         |           |
| Tắc      | thẳng    | p   | t         | t͡s        |                | k       | kʷ      |           |
| Tắc      | bật      | pʰ  | tʰ        | t͡sʰ       |                | kʰ      |         |           |
| Xát      | Xát      | f   |           | s         | ɕ              |         |         | h         |
| Tiếp cận | Tiếp cận |     | l l̥       |           | j              |         | w       |           |

|            | Trước      | Sau  | Sau |
| không tròn | không tròn | tròn |     |
| ---------- | ---------- | ---- | --- |
| Đóng       | i y        |      | u   |
| Nửa đóng   | e          |      | o   |
| Nửa vừa    |            | ə    |     |
| Nửa mở     | ɛ          |      |     |
| Mở         |            | a    |     |

Như nhiều ngôn ngữ châu Á, gồm nhóm Thái và các dạng tiếng Trung Quốc, tiếng Ai là ngôn ngữ thanh điệu. Nó có bảy thanh, thanh thứ bảy thay đổi tha âm vị tùy theo chiều dài của nguyên âm mà nó đi chung.
| Số | Số   | Contour | Ký hiệu thanh |
| -- | ---- | ------- | ------------- |
| 1. | 1.   | 42      | ˦˨            |
| 2. | 2.   | 231     | ˨˧˩           |
| 3. | 3.   | 44      | ˦             |
| 4. | 4.   | 35      | ˧˥            |
| 5. | 5.   | 24      | ˨˦            |
| 6. | 6.   | 55      | ˥             |
| 7. | Ngắn | 24      | ˨˦            |
| 7. | Dài  | 22      | ˨             |

## Ngữ pháp
Tiếng Ai thường được phân loại như một ngôn ngữ hỗn hợp xuất phát từ hai ngữ hệ Tai-Kadai và Hán-Tạng, cả hai đều hiện diện tại nam Trung Quốc và Đông Nam Á. Tuy vậy, vài học giả không phải người Trung Quốc xem nó như một ngôn ngữ Tai-Kadai với ảnh hưởng Trung Quốc. Ngữ pháp thể hiện sự tương đồng với ngữ chi Thái của Tai-Kadai. Chính xác hơn, các học giả cho rằng đặc điểm ngữ pháp của tiếng Ai trộn lẫn giữa tiếng Bắc Tráng, tiếng Mục Lão, và tiếng Đồng. Tiếng Cao Lan tại Việt Nam cũng mang nhiều nét tương tự.
Khối từ vựng đa phần bắt nguồn tiếng Trung Quốc, dựa trên phương ngữ Quế Lâm và Tuguai của tiếng Bình. Trong số 2.000 từ thường dùng nhất, chỉ 200 có gốc Tai-Kadai. Nó cũng thừa hưởng một số đặc điểm ngữ âm học và nền tảng ghép từ của các phương ngữ tiếng Trung. Hình thái học cho thấy tiếng Ai là ngôn ngữ phân tích, với những khái niệm như phủ định được thể hiện bằng cách thêm trợ từ (pat6, m2) và không có sự hợp đại từ.
Tiếng Ai phân biệt giữa ngôi thứ nhất, thứ hai và thứ ba riêng biệt; giữa số ít và số nhiều; và, và trong trường hợp ngôi thứ nhất số nhiều, còn phân biệt giữa "chúng tôi" và "chúng ta". Tuy nhiên, tiếng Ai không có giống.
| Ngôi | Số ít | Số nhiều                         |
| ---- | ----- | -------------------------------- |
| 1.   | ku1   | lau2 (chúng ta) kju1 (chúng tôi) |
| 2.   | ŋ2    | su1                              |
| 3.   | mo5   | mo5 kjau1                        |

| Số | phát âm  | Số | phát âm    |
| -- | -------- | -- | ---------- |
| 1  | je:t6    | 6  | l̥ok6 lok7  |
| 2  | soŋ1 ŋ̥i5 | 7  | tshat6     |
| 3  | sam1     | 8  | pe:t6      |
| 4  | si4      | 9  | kjəu3      |
| 5  | ŋ̥a3 ŋo3  | 10 | tɕəp7 ɕəp7 |